# Giovannino Guareschi
Giovannino Oliviero Giuseppe Guareschi (n. 1 mai 1908, Roccabianca, Emilia-Romagna, Italia – d. 22 iulie 1968, Cervia, Emilia-Romagna, Italia) a fost un scriitor italian, autorul celebrei serii de povestiri Don Camillo.

## Ediții italienești

### CiclulLume măruntă
- Mondo piccolo. Don Camillo, Milano, Rizzoli, 1948.
- Mondo piccolo. Don Camillo e il suo gregge, Milano, Rizzoli, 1953.
- Mondo piccolo. Il compagno Don Camillo, Milano, Rizzoli, 1963.
- Mondo piccolo. Don Camillo e i giovani d'oggi, Milano, Rizzoli, 1969.
- Gente così. Mondo piccolo, Milano, Rizzoli, 1980.
- Lo spumarino pallido. Mondo piccolo, Milano, Rizzoli, 1981.
- Il decimo clandestino. Piccolo mondo borghese, Milano, Rizzoli, 1982.
- Noi del Boscaccio. Piccolo mondo borghese, Milano, Rizzoli, 1983. ISBN 88-17-65402-7
- L'anno di Don Camillo, Milano, Rizzoli, 1986. ISBN 88-17-65351-9
- Il breviario di don Camillo, Milano, Rizzoli, 1994. ISBN 88-17-66329-8
- Ciao, Don Camillo, Milano, Rizzoli, 1996. ISBN 88-17-66062-0
- Don Camillo e Don Chichì (Don Camillo e i giovani d'oggi), Milano, Rizzoli, 1996. ISBN 88-17-66407-3 [edizione integrale di Don Camillo e i giovani d'oggi]
- Tutto don Camillo. Mondo piccolo, 3 voll., Milano, Rizzoli, 1998. ISBN 88-17-68005-2
- Don Camillo. Il Vangelo dei semplici. 12 racconti di Giovannino Guareschi commentati da Giacomo Biffi, Giovanni Lugaresi, Giorgio Torelli, Alessandro Gnocchi, Mario Palmaro, Milano, Ancora, 1999. ISBN 88-7610-771-1
- Qua la mano don Camillo. La teologia secondo Peppone. 14 racconti di Giovannino Guareschi commentati da Michele Brambilla, Giovanni Lotto, Giovanni Lugaresi, Alessandro Maggiolini, Giorgio Torelli, Alessandro Gnocchi, Mario Palmaro, Milano, Ancora, 2000. ISBN 88-7610-870-X
- Don Camillo e Peppone, Milano, RCS Libri, 2007. ISBN 978-88-486-0355-3

## Ediții românești
- Don Camillo. Lume măruntă, traducere de Geo Vasile, București, Editura Vellant, 2008.